# スティーブ・ジョンソン (野球)
スティーブン・デビッド・ジョンソン（Steven David Johnson, 1987年8月31日 - ）は、アメリカ合衆国・メリーランド州ボルチモア出身の元プロ野球選手（投手）。右投右打。
父のデーブ・ジョンソンは元投手で、オリオールズなどで5シーズンのプレー経験がある。

## 経歴

### プロ入りとドジャース傘下時代
2005年のMLBドラフト13巡目（全体406位）でロサンゼルス・ドジャースから指名され、プロ入り。

### オリオールズ時代
2009年7月31日にジョージ・シェリルとの1対2のトレードで、ジョシュ・ベルと共にボルチモア・オリオールズへ移籍した。シーズンオフにはルール・ファイブ・ドラフトの対象となり、サンフランシスコ・ジャイアンツに指名されたが、2010年3月16日にオリオールズへ戻った。
2012年7月15日のデトロイト・タイガース戦で3番手として登板し、メジャーデビューを果たした。先発とリリーフの両方をこなし、8月以降に4勝を挙げて防御率も2.11と堅調だったが、地区シリーズ以降はアクティブロースターから外れた。
2014年3月11日にオリオールズと1年契約に合意した。この年はメジャーでの登板は無く、10月24日に40人枠を外れる形で傘下のAAA級ノーフォーク・タイズに降格した。
2015年9月1日にセプテンバーコールアップで昇格し、同日のタンパベイ・レイズ戦で2年ぶりにメジャーで登板した。その後、レギュラーシーズン終了までに6試合でマウンドに登ったが、5.1イニングで6失点を喫し、防御率10.13に終わるなど結果を残せずに終わった。12月2日にノンテンダーFAとなった。

### マリナーズ時代
2016年1月29日にテキサス・レンジャーズとマイナー契約を結んだと報じられ 、2月14日に公式ページに公示された。同年のスプリングトレーニングに招待選手として参加することになったが、3月14日に放出された。
その後、3月17日にシアトル・マリナーズとマイナー契約を結び、5月3日にメジャー昇格した。6月17日にDFAとなり、19日に40人枠を外れる形で傘下のAAA級タコマ・レイニアーズへ配属された。10月15日にFAとなった。

### オリオールズ傘下時代
2017年4月6日にオリオールズとマイナー契約を結び、AAA級ノーフォークへ配属された。

### ホワイトソックス傘下時代
2017年8月9日に金銭トレードで、シカゴ・ホワイトソックスへ移籍し、傘下のAAA級シャーロット・ナイツへ配属された。
2018年12月31日現役を引退した。

## 詳細情報

### 年度別投手成績
| 年 度    | 球 団    | 登 板 | 先 発 | 完 投 | 完 封 | 無 四 球 | 勝 利 | 敗 戦 | セ 丨 ブ | ホ 丨 ル ド | 勝 率 | 打 者 | 投 球 回 | 被 安 打 | 被 本 塁 打 | 与 四 球 | 敬 遠 | 与 死 球 | 奪 三 振 | 暴 投 | ボ 丨 ク | 失 点 | 自 責 点 | 防 御 率 | W H I P |
| -------- | -------- | ----- | ----- | ----- | ----- | -------- | ----- | ----- | -------- | ----------- | ----- | ----- | -------- | -------- | ----------- | -------- | ----- | -------- | -------- | ----- | -------- | ----- | -------- | -------- | ------- |
| 2012     | BAL      | 12    | 4     | 0     | 0     | 0        | 4     | 0     | 0        | 0           | 1.000 | 151   | 38.1     | 23       | 4           | 18       | 1     | 0        | 46       | 1     | 0        | 9     | 9        | 2.11     | 1.07    |
| 2013     | BAL      | 9     | 1     | 0     | 0     | 0        | 1     | 1     | 0        | 1           | .500  | 73    | 15.2     | 14       | 2           | 13       | 1     | 0        | 20       | 1     | 0        | 13    | 13       | 7.47     | 1.72    |
| 2015     | BAL      | 6     | 0     | 0     | 0     | 0        | 0     | 0     | 0        | 0           | ----  | 29    | 5.1      | 8        | 2           | 5        | 0     | 0        | 3        | 1     | 0        | 6     | 6        | 10.13    | 2.44    |
| 2016     | SEA      | 16    | 0     | 0     | 0     | 0        | 1     | 0     | 0        | 1           | 1.000 | 75    | 16.2     | 13       | 3           | 11       | 0     | 0        | 17       | 1     | 0        | 8     | 8        | 4.32     | 1.44    |
| MLB：4年 | MLB：4年 | 43    | 5     | 0     | 0     | 0        | 6     | 1     | 0        | 2           | .857  | 328   | 76.0     | 58       | 11          | 47       | 2     | 0        | 86       | 4     | 0        | 36    | 36       | 4.26     | 1.38    |

- 2016年度シーズン終了時

### 背番号
- 52（2012年 - 2013年、2015年 - 2016年）